# Sarrasani-Optog
Sarrasani-Optog er en dansk stumfilmsoptagelse fra 1915 med ukendt instruktør.

## Handling
Den tyske cirkustrup Sarrasani rider gennem København som cowboys og indianere. I den første optagelse ses optoget, der kommer ind ad Frederiksberg Allé og drejer til venstre ad Nyvej foran fotografen. Optoget overværes af mange tilskuere, hvoraf en del følges med det. Imens set et sporvognstog på linje 1, der følger langsomt efter optaget. Efter at optoget er passeret klippes til en gårdsplads, hvor truppens medlemmer ridder rundt, mens tilskuerne render rundt foran dem. Til sidst bevæger et optog af ryttere sig væk i baggrunde.